# Yuri (zpěvačka)
Yuri (* 6. ledna 1964, Veracruz), vlastním jménem Yuridia Valenzuela Canseco, je mexická zpěvačka.

## Životopis
Yuri se narodila 6. ledna 1964 v Mexiku ve městě Veracruz. Postupem času se stala jednou z největších hvězd nejen mexické, ale celé latinskoamerické hudby. Patří mezi první mexické zpěvačky, které dosáhly výrazného mezinárodního úspěchu mimo španělsky mluvící země. Její hlasová kvalita Yuri umožnila proniknout do různých stylů: latinpop, ranchera a tzv. tropické hudby. Pro svou všestrannost a popularitu byla označena jako „Královna latinskoamerického popu“ („Reina del Pop Latino“).

### Mládí
Yuri se narodila 6. ledna 1964 ve městě Veracruz, rodičům Carlos Humberto Valenzuela Priego a Dulce Canseco. Yuri se již od dětství intenzivně zajímala o umění. Věnovala se zpěvu, ale také studovala tanec. Bylo ji uděleno stipendium na studium v Rusku. Výuka měla probíhat v rámci programu Baletu Velkého divadla (Государственный академический Большой театр) v Moskvě. Stipendium ale bylo rodinou odmítnuto na přání otce. Jako náhradu ji začala matka podporovat v kariéře zpěvačky.

### Kariéra

#### 80. léta
Yuri začala svou kariéru v roce 1978 v tomto roce se podílela na založení skupiny La Manzana Eléctrica, která se později přejmenovala na Yuri y La Manzana Eléctrica.
V roce 1978 vydala Yuri své první album Ilumina Tu Vida.
V roce 1980 se dostavil její první výrazný mezinárodní úspěch spojený s vydáním alba Esperanzas. Album dostalo v Mexiku zlatou desku za milion prodaných nosičů.